# Crepidomanes thysanostomum
Crepidomanes thysanostomum är en hinnbräkenväxtart som först beskrevs av Tomitarō Makino och som fick sitt nu gällande namn av Ebihara och Kunio Iwatsuki.
Crepidomanes thysanostomum ingår i släktet Crepidomanes och familjen Hymenophyllaceae. Inga underarter finns listade i Catalogue of Life.